# 福沢一郎
福沢 一郎（ふくざわ いちろう、1898年（明治31年）1月18日 - 1992年（平成4年）10月16日）は、日本の洋画家。日本にシュルレアリスムを紹介した画家として知られる。文化功労者、文化勲章受章、群馬県名誉県民。

## 来歴

だるまの詩（高崎駅西口）

1898年（明治31年）1月18日、群馬県北甘楽郡富岡町（現富岡市）に生まれる。祖父・常五郎は繭商人として組合製糸・甘楽社を設立し成功を収めた人物で、富岡町長や県会議員を務めた。常五郎の長男・仁太郎は衆議院議員・宮口二郎の姪・ハツと結婚し、夫婦の最初の子として生まれたのが一郎である。仁太郎も後に富岡町長を務めた。
一郎は1910年に富岡尋常高等小学校を卒業後、旧制富岡中学校に入学し1915年に卒業。同年第二高等学校英法科に入学、のちに登張竹風の授業に影響を受けたことを回想している。1917年に祖父・常五郎が死去し、自身は学校をやめることを望んだが母の強い説得により、1918年東京帝国大学文学部に入学。しかし大学の講義に興味なく、彫刻家朝倉文夫に入門し、彫刻家を志す。木内克などの兄弟子に指導を受け、1921年10月にバンドラ社彫刻展に「椅子」「死んだ鼠」を出品しているのが彫刻家デビューとみられる。1922年、第4回帝展に彫刻作品「酔漢」が初入選。1923年の関東大震災を機に渡欧を決意し、1924年から1931年にかけてパリに遊学。パリでは朝倉塾で知り合っていた佐伯祐三の出迎えを受けた。1924年といえばアンドレ・ブルトンがシュルレアリスム宣言を著した年であり、ジョルジョ・デ・キリコやマックス・エルンストなど、最先端の美術潮流の影響を受けて絵画制作へと移る。1924年のサロン・ドートンヌで風景画が入選を果たしているように、当初から彫刻だけでなく絵画制作にも取り組んでいたが、1927年ごろから本格的に彫刻から絵画に転向する。1929年の第16回二科展に「装へる女」などを出品した。
1931年の帰国に先立ち、1930年、独立美術協会の結成に参加。第1回独立美術協会展に滞欧作品が特別陳列され、日本の美術界に衝撃を与えた。以後も旺盛な創作活動と執筆によりシュルレアリスムの紹介に努め、前衛の主導的立場となる。1933年、富岡町長だった父が急逝。同年成城学園教師の金原一枝と結婚、仲人はパリ留学時代からの知人・中山巍が務めた。1934年頃、プロレタリア芸術運動が政府の弾圧を受け壊滅し、表現者の間で閉塞的な空気が立ち込める中で、小松清らが唱えた行動主義思想に福沢も共鳴。古典的なイメージを引用し、そこに象徴的な意味を忍ばせた作品を描き、社会批評的表現を試みた。1935年には清水登之・鈴木保徳と3人で満洲旅行へと旅立ち、大連やハルピンで3人展を開催した。1936年、福沢絵画研究所を開設、後進の指導を行う。1938年には銀座・日動画廊で初めての個展を開催。1939年、独立美術協会を脱退し、若手の画家たちとともに新たに美術文化協会を結成。この団体がシュルレアリスムの影響を受けた画家たちの一大拠点となった。しかし、治安維持法違反の疑いにより、1941年4月5日詩人・評論家の瀧口修造とともに逮捕、拘禁された。シュルレアリスムと共産主義との関係を疑われ尋問を受ける。同年11月に二人は釈放されるものの、その後は軍部への協力を余儀なくされ、戦争記録画を手掛けるようになる。
戦時中は軽井沢に家族とともに疎開していたが、1945年8月の終戦後は11月の美術文化協会の自由新作展に作品を出品して活動を再開し、同月に個展も開催。1946年4月の日本美術会結成にあたっては発起人の一人となった。《敗戦群像》（1948年、群馬県立近代美術館蔵）は、日本の近代美術史において、しばしば戦後美術の起点と位置づけられる。1949年に美術文化協会を脱退。1952年渡欧、その後ブラジルやメキシコ、インド、オーストラリア、ニューギニア等を旅してまわる。高度経済成長をとげる日本の社会状況にむしろ逆らうかのように、プリミティブなエネルギーから想像を膨らませた作品を描いた。帰国後美術文化協会に請われて再入会するが、1957年、この年を最後に美術文化協会を脱会、以後無所属。同年、第7回芸術選奨文部大臣賞を受賞、第4回日本国際美術展にて《埋葬》が日本部最高賞受賞。1958年、ヴェネツィア・ビエンナーレ副代表として瀧口修造とともに渡仏。1965年には公民権運動が高まりを見せていたアメリカを旅し、自由を求める運動のエネルギーを、アクリル絵具を駆使したすばやいタッチの連作として描いた。1970年代以降は旧約聖書や神話の世界に主題を求め、力強く奔放なタッチに鮮やかな色彩を特徴とした。1971年、1973年、1974年には「地獄門」「地獄への誘い」「厭離穢土・欣求浄土」という地獄をテーマとした3度の個展を開催し、ダンテ『神曲』や『往生要集』を題材にした作品や風刺画を展示した。
多摩美術大学、女子美術大学教授をつとめた。1972年に富岡市で名誉市民条例が施行されると、第1回の選定において故・阿部真之助とともに名誉市民となった。1978年、文化功労者となる。1991年、文化勲章を受章。翌年群馬県名誉県民の称号が贈られた。
1992年（平成4年）10月16日午後6時20分、聖路加国際病院で死去。享年94歳。従三位が贈位され、戒名は「超現院一誉悟真清徳大居士」、墓所は富岡市の龍光寺の福沢家の墓。
代表作に《他人の恋》（1930年 群馬県立近代美術館蔵）、《科学美を盲目にする》（1930年 群馬県立近代美術館蔵）、《よき料理人》（1930年 神奈川県立近代美術館蔵）などがある。群馬県内でパブリックアートとして設置されている作品には、富岡市立図書館の《原人のいぶき》、高崎駅ターミナルビルの陶板壁画《だるまの詩》、前橋市民文化会館ホールの《上毛野の国》、伊勢崎市文化会館の《騎馬民族征服王朝説》、同緞帳原画《人間讃歌》などがある。
没後長男を中心として「福沢一郎記念美術財団」が発足し、アトリエを改装して1994年12月に福沢一郎記念館がオープンした。故郷・富岡市では1995年8月に富岡市立美術博物館・福沢一郎記念美術館が開館し、常設展示室を設けて展示が行われている。
2019年3月、「福沢一郎展 このどうしようもない世界を笑いとばせ」が東京国立近代美術館で開催。
2023年12月16日から企画展「『シュルレアリスム宣言』100年 シュルレアリスムと日本」展が、京都文化博物館にて、開催され福沢一郎他、三岸好太郎、北脇昇、靉光、浅原清隆の作品が2024年2月4日まで展示された。その後展覧会は、板橋区立美術館（2024年3月2日から4月14日）、三重県立美術館（2024年4月27日から6月30日）に巡回予定

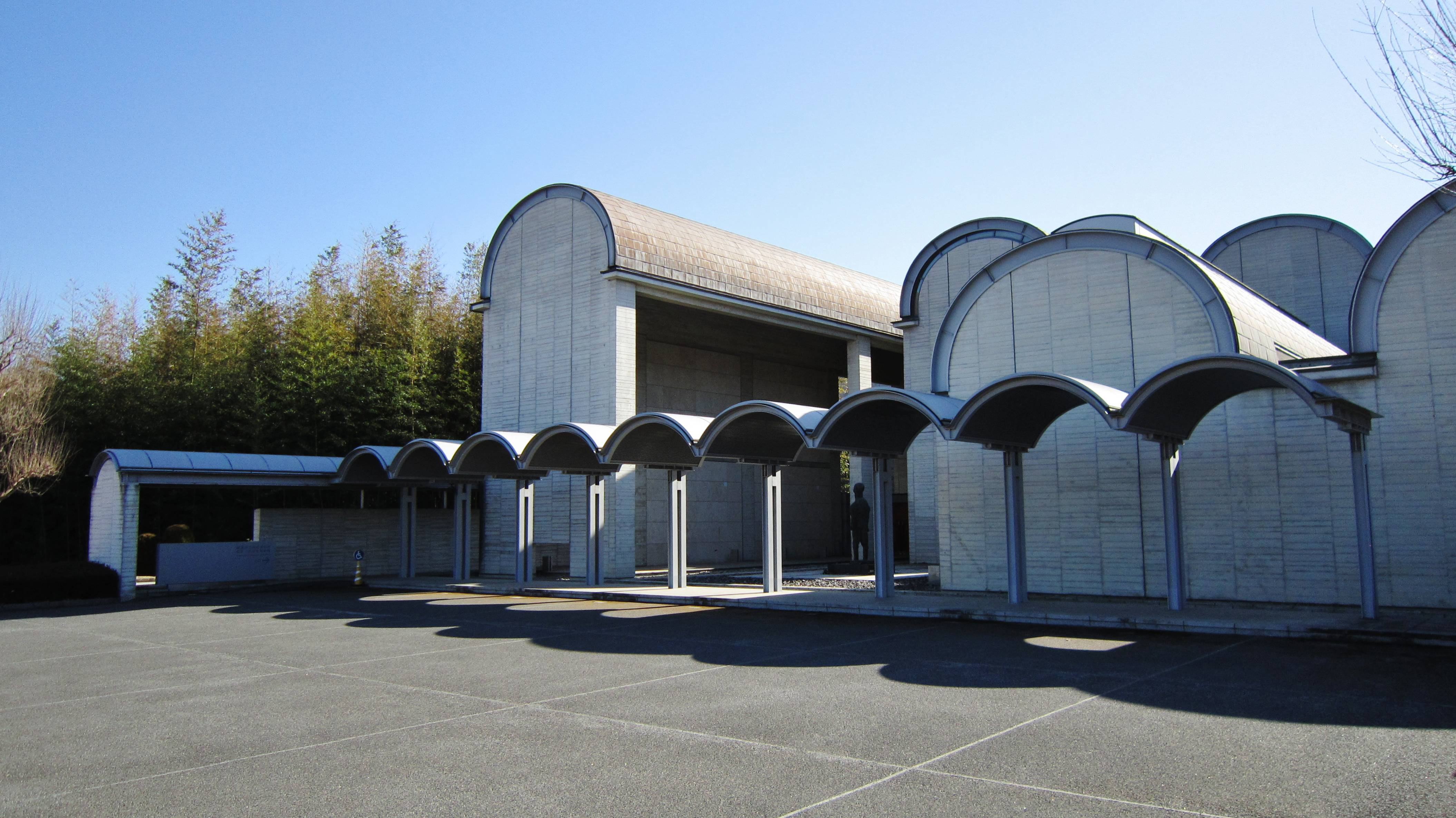
富岡市立美術博物館・福沢一郎記念美術館（群馬県富岡市）
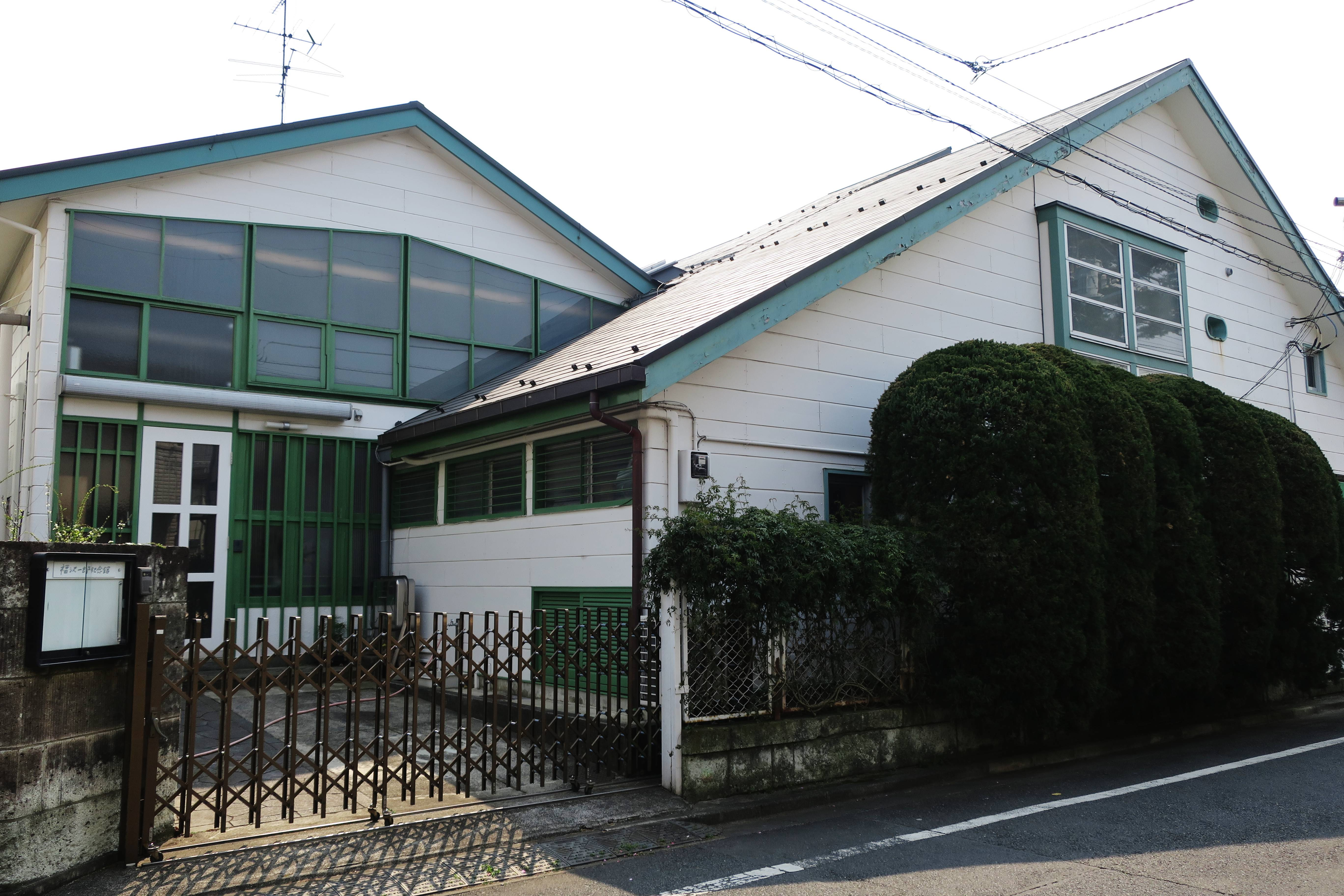
福沢一郎記念館（東京都世田谷区砧）